# アルフォンス・ド・ブリエンヌ
アルフォンス・ド・ブリエンヌ（Alphonse de Brienne, 1227年ごろ - 1270年8月25日）は、フランス貴族でフランス侍従長（grand chambrier de France）をつとめた。リュジニャン家出身のウー女伯マリー・デクソダンとの結婚により、ウー伯となった。

## 生涯

### 家族
アルフォンスはエルサレム王・ラテン皇帝ジャン・ド・ブリエンヌとその3番目の妃でレオン王アルフォンソ9世とカスティーリャ女王ベレンゲラ（ブランシュ・ド・カスティーユの姉）の娘ベレンゲラ・デ・レオンの間の長男、第三子として生まれた。
アルフォンスの異母姉にはエルサレム女王イザベル2世がいる。また、同母姉に1234年にラテン皇帝ボードゥアン2世と結婚したマリー、同母弟にボーモン子爵ルイおよびフランスの大執事をつとめたジャンがいる。
母方の祖母を通じて、アルフォンスはプランタジネット家の血を引いている。また、フランス王ルイ9世およびアルフォンス・ド・ポワティエのはとこにあたる。

### 生い立ち
アルフォンスは弟のルイおよびジャンと共に、コンスタンティノープルで若年時代を過ごしたが、1236年にルイ9世に預けられ、成人後はルイ9世の側に仕えた。

### 政治的活動
1256年10月、妻マリー・デクソダンはアルフォンスにシゼ城主の位を遺贈し、マリーの上級領主であるアルフォンス・ド・ポワティエに夫を迎え入れてもらうよう頼んだ。
1260年に妻と死別し、息子のジャンが未成年であったためアルフォンスはウー伯領の摂政となった。同年、フランス王ルイ9世は彼をフランス侍従長に任命した。
1265年、アルフォンスはアフリカのムーア人との戦いで従兄弟のカスティーリャ王アルフォンソ10世を支援した。アルフォンスは勇敢に戦い大成功を収め、教皇クレメンス4世から祝意のメッセージを受け取った。

### 十字軍と死
アルフォンスは第8回十字軍の際、フランス王ルイ9世に同行した。王と同様に、アルフォンスも赤痢にかかり、王と同じ日の1270年8月25日にチュニスで亡くなった。
アルフォンスの遺体はフランスに運ばれ、サン・ドニ修道院にルイ9世と並んで埋葬された。

## 結婚と子女
アルフォンスは1250年頃に、リュジニャン家のウー伯・エクソダン領主ラウル2世（1207年頃 - 1246年）とその2番目の妻ヨランド・ド・ドルー（1216年 - 1239年）の娘で唯一の相続人マリー・デクソダン（1232年頃 - 1260年頃）と結婚した。
この政略結婚は、マリーの祖母であるウー女伯アリックスとブランシュ・ド・カスティーユとの間の合意により決められた。
夫妻の間には4子が生まれた。
- ジャン2世（1250年頃 - 1294年） - ウー伯
- イザベル（1254年頃 -1302/7年） - ダンピエール領主ジャン2世・ド・ダンピエールと結婚
- マルグリット（1257年頃 - 1310年5月20日） - トゥアール女子爵
- ブランシュ（1260年頃 - 1338年以前） - モビュイソン女子修道院長となり、同修道院教会に埋葬された[4]。